# Herbita sixola
Herbita sixola är en fjärilsart som beskrevs av William Schaus 1911. Herbita sixola ingår i släktet Herbita och familjen mätare. Inga underarter finns listade i Catalogue of Life.